# Спаркс (Невада)
Спаркс (енгл. Sparks) град је у америчкој савезној држави Невада.

## Демографија
По попису из 2010. године број становника је 90.264, што је 23.918 (36,1%) становника више него 2000. године.
| Група             | 2000.          | 2010.          |
| Белци             | 46.122 (69,5%) | 55.410 (61,4%) |
| Афроамериканци    | 1.591 (2,4%)   | 2.362 (2,6%)   |
| Азијати           | 3.308 (5,0%)   | 5.283 (5,9%)   |
| Хиспаноамериканци | 13.068 (19,7%) | 23.698 (26,3%) |
| Укупно            | 66.346         | 90.264         |